# Desoria potapovi
Desoria potapovi är en urinsektsart som beskrevs av Fjellberg 2007. Desoria potapovi ingår i släktet Desoria, och familjen Isotomidae. Arten är reproducerande i Sverige.